# Hillia
Genre
Classification phylogénétique
Hillia est un genre de plantes de la famille des Rubiacées. Ce genre compte une vingtaine d'espèces originaires d'Amérique tropicale et des Antilles.

## Synonymes
- Ravnia Oerst.

## Principales espèces
- Hillia macrophylla Standley
- Hillia parasitica  Jacquin
- Hillia rivalis C.M. Taylor
- Hillia triflora ( Oersted) C.M. Taylor

## Liste des espèces et variétés
Selon Catalogue of Life (2 août 2013) :
- Hillia acronyctina
- Hillia iris
- Hillia maida

Selon World Checklist of Selected Plant Families (WCSP) (2 août 2013) :
- Hillia allenii C.M.Taylor (1989)
- Hillia bonoi Steyerm. (1987)
- Hillia costanensis Steyerm. (1972)
- Hillia foldatsii Steyerm. (1972)
- Hillia grayumii C.M.Taylor (1991)
- Hillia illustris (Vell.) K.Schum. (1889)
- Hillia longifilamentosa (Steyerm.) C.M.Taylor (1989)
- Hillia loranthoides Standl. (1928)
- Hillia macbridei Standl., Publ. Field Mus. Nat. Hist. (1929)
- Hillia macromeris Standl., Publ. Field Mus. Nat. Hist. (1930)
- Hillia macrophylla Standl., Publ. Field Mus. Nat. Hist. (1931)
- Hillia maxonii Standl. (1928)
- Hillia oaxacana C.M.Taylor (1991)
- Hillia palmana Standl. (1928)
- Hillia panamensis Standl. (1921)
- Hillia parasitica Jacq. (1763)
- Hillia psammophila Steyerm. (1964)
- Hillia pumila C.M.Taylor (2010)
- Hillia rivalis C.M.Taylor (1991)
- Hillia saldanhaei K.Schum. (1889)
- Hillia tetrandra Sw. (1788)
- Hillia triflora (Oerst.) C.M.Taylor (1989)
  - variété Hillia triflora var. pittieri (Standl.) C.M.Taylor (1989)
  - variété Hillia triflora var. triflora
- Hillia ulei K.Krause (1908)
- Hillia wurdackii Steyerm. (1972)

Selon Tropicos (2 août 2013) (Attention liste brute contenant possiblement des synonymes) :
- Hillia allenii C.M. Taylor
- Hillia boliviana Britton
- Hillia bonoi Steyerm.
- Hillia brasiliensis Cham. & Schltdl.
- Hillia chiapensis Standl.
- Hillia chiriquiensis Dwyer
- Hillia costanensis Steyerm.
- Hillia foldatsii Steyerm.
- Hillia goudotii Standl.
- Hillia grayumii C.M. Taylor
- Hillia hathewayi Fosberg
- Hillia illustris (Vell.) K. Schum.
- Hillia irwinii Steyerm.
- Hillia killipii Standl.
- Hillia ligulifolia Dwyer
- Hillia longifilamentosa (Steyerm.) C.M. Taylor
- Hillia longiflora Sw.
- Hillia loranthoides Standl.
- Hillia macbridei Standl.
- Hillia macrocarpa Standl. & Steyerm.
- Hillia macromeris Standl.
- Hillia macroneura Standl.
- Hillia macrophylla Standl.
- Hillia maguirei Steyerm.
- Hillia marcano-bertii Steyerm.
- Hillia matudae Standl.
- Hillia maxonii Standl.
- Hillia microcarpa Steyerm.
- Hillia microphylla K. Schum.
- Hillia oaxacana C.M. Taylor
- Hillia odorata Krause
- Hillia palmana Standl.
- Hillia panamensis Standl.
- Hillia parasitica Jacq.
- Hillia peruviana Spruce
- Hillia prasiantha Lem.
- Hillia psammophila Steyerm.
- Hillia pumila C.M. Taylor
- Hillia rivalis C.M. Taylor
- Hillia saldanhae K. Schum.
- Hillia schultesii Steyerm.
- Hillia tetrandra Sw.
- Hillia triflora (Oerst.) C.M. Taylor
- Hillia trinitensis R.O. Williams & Cheesman
- Hillia tubiflora Cham.
- Hillia tuxtlensis Sessé & Moc.
- Hillia ulei K. Schum. ex Ule
- Hillia valerioi Standl.
- Hillia viridiflora Kuhlmann & Silveira
- Hillia weberbaueri Standl.
- Hillia wurdackii Steyerm.
- Hillia zuliaensis Steyerm.